# Ernesto Miranda
Ernesto Miranda Rivas (San Carlos, 1911-Chile, 17 de octubre de 1978) fue un obrero y dirigente sindical anarquista chileno, secretario general de la Federación de Sindicatos del Cuero y Calzado. Participó en diversas organizaciones, entre las que se destacan el Movimiento Libertario 7 de Julio y en el Comité de Defensa de Derechos Humanos (CODEH). Ernesto Miranda fundó y dirigió la Federación Obrera del Cuero y Calzado como secretario general.

## Biografía

### Primeros años
Comenzó su militancia en el movimiento obrero chileno en 1932, a la edad de 20 años, donde conoció tempranamente el anarquismo, desempeñándose laboralmente en la industria del calzado como cortador de forros. Se destacó en las luchas contra el nazismo criollo, en las luchas callejeras, como asimismo en la acción organizativa de los obreros chilenos. Fue detenido y relegado innumerables veces. Además de ser secretario general de su gremio (cuero y calzado), fue dirigente de la CNS, de la Confederación General de Trabajadores (CGT) de inspiración anarcosindicalista y de innumerables comités unitarios. 
Miranda fundó la Unión del Cuero en 1932, organización que duró hasta 1934, año en el que se fundió con la recién constituida Federación de Sindicatos del Cuero y Calzado; más tarde, en 1953 estuvo, junto con Clotario Blest, en el origen de la Central Única de Trabajadores. 

### Miranda y la reestructuración del movimiento sindical: la CUT
Luego de los golpes asestados por el gobierno de Gabriel González Videla al conjunto de la izquierda y del sindicalismo, en julio de 1950 se echaron las bases del Movimiento Unitario Nacional de Trabajadores (MUNT), que se planteó como principios rectores “terminar con las viejas prácticas del reformismo sindical” y “desterrar para siempre el tutelaje político y gobiernista de las organizaciones sindicales”. Esta agrupación de doce federaciones estimuló a otras seis federaciones autónomas a reagruparse, poco después, en el Comité Relacionador de Unidad Sindical (CRUS). Estas dos organizaciones firmaron en octubre de ese año un pacto por el que se comprometían a impulsar un congreso que unificara al movimiento obrero chileno. Este acuerdo se hizo extensivo poco después a la JUNECH, lo que dio lugar a la fundación de la Central Única de Trabajadores (CUT) en 1953. 
La estrategia que implementó Ernesto Miranda permitió ampliar el radio de acción para el anarcosindicalismo, lo que permitió a la corriente libertaria tener una incidencia de primer orden en el movimiento obrero de la década de 1950. Las gestiones unitarias cobraron fuerza en el mundo sindical chileno después de que Carlos Ibáñez del Campo arrasara en las elecciones presidenciales del 5 de septiembre de 1952 con una campaña populista.
Ernesto Miranda escuchó atentamente el discurso de Clotario Blest en mayo de 1954, donde Blest criticó duramente la ineficacia de las políticas económicas del gobierno del presidente Carlos Ibáñez del Campo.Clotario Blest expresó su descontento con la situación económica del país y llamó a la acción a los trabajadores.
En el marco de la crisis política y económica del este gobierno, la CUT convocó a una jornada de paralización indefinida a partir del 7 de julio de 1955, en la que las fuerzas anarcosindicalistas fueron protagonistas de primera línea de la movilización, encabezándola en conjunto con los independientes y el Partido Socialista Popular desde el interior de la CUT. Sin embargo esta huelga fue saboteada por los partidos Comunista y Socialista debido al acuerdo político que, a espaldas de la CUT, habían alcanzado con el gobierno. 

### La construcción de la organización política anarquista
Los problemas generados por estos acontecimientos provocaron la salida de los libertarios de la CUT en 1957 y la formación del Movimiento Libertario 7 de Julio, bautizado así en honor a la huelga general de 1955. Esa organización agrupó a gran parte de los anarquistas y sindicalistas dispersos luego de su salida de la CUT. 
A pesar a la absoluta hegemonía de los partidos políticos como referentes de masas —definitivamente a partir de 1960—, surgió en esa época otro referente que fue ganando paulatinamente fuerza: la Revolución Cubana. En ese sentido, se produjo una diferencia profunda en cómo encauzar los procesos sociales. Por un lado, estaba la legalidad político-electoralista y, por otro, la vía armada revolucionaria-insurreccional. Esos dos referentes marcan los lineamientos de las alianzas políticas de esos años.
Los anarquistas, que en ese periodo formaban parte, en su mayoría, del Movimiento Libertario 7 de Julio, optaron por la vía insurreccional; sin embargo, no existía un referente amplio y aglutinador de los sectores radicales de izquierda. Según los testimonios recogidos y algunas fuentes que mencionan de manera vaga ese acontecimiento, en 1960 Clotario Blest realiza una visita a Cuba para entrevistarse con el Che Guevara; durante esa reunión le habría nacido el germen de la vía armada como único medio de transformación social. A su regreso a Chile, Blest forma el Movimiento 3 de Noviembre (M3N), que tiene como finalidad “impulsar la revolución” y comienza a reunir a los sectores de la izquierda revolucionaria para generar un frente común contrario a la vía electoral. 
De esa manera surgió en 1961 el Movimiento de Fuerzas Revolucionarias (MFR), que agrupó a anarquistas, trotskistas, maoístas, socialistas y comunistas no-alineados, dando inicio a la vía insurreccional con importante presencia en el mundo sindical. Hacia el 15 de agosto de 1965, confluyen el MFR, el Partido Socialista Popular (PSP), la Vanguardia Revolucionaria Marxista (VRM) y otros sectores para crear el Movimiento de Izquierda Revolucionaria (MIR). Sin embargo, Miranda no logra el apoyo de sus camaradas, ya que la mayoría de los anarquistas se mantienen al margen de esa organización debido a profundas diferencias políticas.

### La Unidad Popular
Ernesto Miranda continuó trabajando en el interior del gremio del calzado para recuperar la presencia y conducción perdida debido a las maniobras del Partido Socialista. El proceso de ascenso del movimiento de masas que se produjo en esa época permitió a los anarcosindicalistas crear el Movimiento Sindical Libertario (MSL), que intenta incorporarse al Frente de Trabajadores Revolucionarios, expresión de masas ligada al MIR, lo que, sin embargo, no logra concretarse. 
Humberto Valenzuela, militante trotskista, en su libro Historia del Movimiento Obrero Chileno escribe al respecto::

En una reunión de la Directiva Nacional del FTR, se hizo presente una declaración del Movimiento Sindical Libertario, el que planteó que sus tres sindicatos, estando de acuerdo con el programa y principios del FTR, habían resuelto integrarse a este último. Expresaron también que, si no había posibilidad de integrar con algunos de sus elementos la lista de candidatos que el FTR presentaba a la Dirección de la CUT, ellos no hacían cuestión y apoyaban dicha lista sin condiciones. Pidieron sí, participación en la Dirección Nacional del FTR y se le dieron dos cargo. A la reunión siguiente y estando presentes los compañeros designados, un compañero planteó de entrada que, por acuerdo del MIR, los compañeros no podían ser miembros de la Dirección del FTR, pues éstos eran elegidos por el Congreso Nacional, planteamiento que fue aprobado por la mayoría mirista con los votos en contra de Blest, Soto y Valenzuela. En vista de esto, los compañeros libertarios se retiraron de la reunión y posteriormente del FTR y levantaron lista propia a la Dirección de la CUT.

El MSL inscribió una lista en las elecciones generales de la CUT de 1972, cuyo candidato a presidente fue Ernesto Miranda. En la votación, realizada en julio de 1972, el MSL obtuvo cerca de 1000 votos (0,35%), lo que revela el carácter marginal de la lista. Ante las circunstancias adversas en esa campaña electoral para los sectores anarquistas, Miranda ya lo había advertido: “(...) en esta elección sindical el resultado será el mismo de las elecciones políticas; ganarán los partidos que ya tienen el poder sindical en sus manos (....) Si a esto se agrega que dichos partidos disponen de millones de escudos para movilizar todos los medios de transporte y comunicaciones, prensa, radio, televisión (...) mientras nosotros no tenemos medios informativos ni económicos de ninguna clase y nuestros comunicados de prensa no los ha publicado nadie, ya puede calcularse cual será el resultado".

### La dictadura militar
Hacia 1975, en plena dictadura militar, Clotario Blest invitó a Miranda a participar del Comité de Defensa de Derechos Humanos y Sindicales (CODEHS), cuyo trabajo se centraba en el rescate y salida del país de perseguidos por el régimen del general Augusto Pinochet. A juicio del historiador Óscar Ortiz, Miranda fue quien creó las primeras fichas de violaciones a derechos humanos que luego ocuparía la Vicaria de la Solidaridad para clasificar los casos de prisioneros políticos, pues él tenía experiencia en ese tipo de trabajo, ya que lo había realizado para refugiados de la guerra civil española. Posteriormente a la articulación de organizaciones de derechos humanos más amplias, el CODEHS se dedicó a sacar del país a gente que no tenía apoyo partidista, como fue el caso de los integrantes de la Vanguardia Organizada del Pueblo (VOP).
El CODEHS logró organizar en 1977 y 1978 el primer acto en dictadura conmemorativo del Día Internacional de los Trabajadores, situación que fue generando confianza y rompiendo paulatinamente el miedo instaurado por la dictadura militar. 
Ernesto Miranda falleció el 17 de octubre de 1978 a consecuencia de complicaciones postoperatorias que dieron una peritonitis o pancreatitis; versiones más polémicas sostienen que lo habrían envenenado durante la intervención quirúrgica (como se cree que sucedió con Eduardo Frei Montalva, produciéndole un shock séptico) por su participación en el CODHES. En sus funerales ondeó por última vez la bandera roja y negra del anarquismo militante con las siglas de la Federación Obrera Nacional del Cuero y el Calzado. El lugar de descanso final de Ernesto Miranda Rivas es en el Cementerio General de Recoleta, en Santiago de Chile.